# Earl Reibel
Earl „Dutch“ Reibel (* 21. Juli 1930 in Kitchener, Ontario; † 3. Januar 2007 ebenda) war ein kanadischer Eishockeyspieler (Center), der von 1953 bis 1957 für die Detroit Red Wings, Chicago Black Hawks und Boston Bruins in der National Hockey League spielte.

## Karriere
Während seiner Juniorenzeit spielte er gemeinsam mit Al Arbour bei den Windsor Spitfires in der Ontario Hockey Association. Als erstem Spieler in der OHA gelang es ihm mehr als 100 Punkte zu erzielen. Damit war er nach einem Jahr bei den Junioren weit genug, um im Seniorenbereich zu spielen. Er spielte in den folgenden drei Jahren in der United States Hockey League bei den Omaha Knights, in der American Hockey League bei den Indianapolis Capitals und in der Western Hockey League für die Edmonton Flyers.
In der Saison 1953/54 kamen die Detroit Red Wings nicht mehr umhin den talentierten Stürmer in ihren Kader zu holen. Mit vier Vorlagen in seinem ersten NHL-Spiel stellte er einen noch heute gültigen Rekord auf. Er stürme in einer Reihe mit Gordie Howe und Ted Lindsay und erfüllte die Erwartungen. Mit 48 Punkten in seinem ersten Jahr schaffte er es unter die besten zehn Scorer der NHL, doch bei der Wahl zur Calder Memorial Trophy zog man Camille Henry als besten Rookie vor. Auch in den beiden folgenden Jahren war er unter den Topscorern zu finden und da er in der Saison 1955/56 nur zehn Strafminuten erhalten hatte, wurde er mit der Lady Byng Memorial Trophy ausgezeichnet.
Nachdem in den darauffolgenden Jahren seine Leistungen etwas nachließen, wurde er im Dezember 1957 an die Chicago Black Hawks abgegeben. Der Wechsel war ein grober Einschnitt in seine Karriere und er konnte an vergangene Leistungen nicht mehr anknüpfen. Zur nächsten Saison gab man ihn an die Boston Bruins weiter. Nach einer enttäuschenden Saison mit den Bruins ließ er seine Karriere bei den Providence Reds in der AHL ausklingen. Als man ihn nach San Francisco abgeben wollte, beendete er seine Karriere.

## Sportliche Erfolge
- Stanley Cup: 1954 und 1955

### Persönliche Auszeichnungen
- Eddie Powers Memorial Trophy: 1950
- Dudley „Red“ Garrett Memorial Award: 1952
- Topscorer der WHL: 1953
- WHL First All-Star Team: 1953
- Lady Byng Memorial Trophy: 1956
- Teilnahme am NHL All-Star Game: 1954 und 1955

## Rekorde
- 4 Vorlagen in seinem ersten Spiel (8. Oktober 1953; Detroit Red Wings gegen die New York Rangers 4:1) Roland Eriksson gelangen 1976 ebenfalls vier Vorlagen in seinem ersten Spiel.